# Spirit House
Spirit House ist ein Jazzalbum von Jemeel Moondoc und The Jus Grew Orchestra. Die am 30. März 2000 in der Bezanson Recital Hall der University of Massachusetts in Amherst entstandenen Aufnahmen erschienen 2000 auf Eremite Records.

## Hintergrund
Neben seinem Trio Tri-P-Let und der Formation Negro Lawn Jockeys mit William Parker leitete Moondoc The Jus Grew Orchestra als ein erweitertes Ensemble, mit dem er in einem Zeitraum von zehn Jahren in New Yorker Spielstätten der Lower East Side wie dem Neither/Nor, 1st on 1st oder the Newyorican Poetry Cafe auftrat. In dieser zehnköpfigen Band spielten die Trompeter Roy Campbell und Lewis Barnes, die Posaunisten Steve Swell und Tyrone Hill sowie neben ihm die Saxophonisten Michael Marcus (Bariton) und Zane Massey (Tenor); an Gitarre und Bass saßen seine langjährigen Mitarbeiter Bern Nix und John Voigt, am Schlagzeug Cody Moffett, Sohn des Ornette-Coleman-Weggefährten Charles Moffett.

## Titelliste
- Jemeel Moondoc & The Jus Grew Orchestra: Spirit House (Eremite Records MTE029)[1]

1. Quick Pick 10:47
2. Brass Monkeys 9:08
3. Flora 14:54
4. Spirit House 26:32
5. End Game (Ian Anderson / Jemeel Moondoc) 3:17
6. In Walked Monk 9:14

Wenn nicht anders vermerkt, stammen die Kompositionen von Jemeel Moondoc.

## Rezeption
Steve Loewy verlieh dem Album in Allmusic vier Sterne und urteilte, roh, locker und wild präsentiere Jemeel Moondocs Jus Grew Orchestra einige der besten Improvisationstalente. Nie außer Kontrolle und doch voller Experimentierfreude lenke Moondoc die mittelformatige Band durch ein selbst auferlegtes Hindernisrennen, in dem nur seine fruchtbare Fantasie Wegweiser sei. Einige Hörer mögen an einige von Henry Threadgills nicht-elektrischen, frühen Gruppen erinnert werden, die skurrile Melodien mit nicht-swingenden Ausbrüchen flammender Blechbläser kombinierten. Moondoc würde das Konzept in eine größere Struktur übertragen, mit seinem eigenen individuellen Stempel und rauen Ensemble-Kompositionen. Dies sei eine Band, die danach schreit, live gehört zu werden, so der Autor, Moondocs Jus Grew Orchestra agiere leidenschaftlich und atemlos. Alles in allem sei dies eine fröhliche Verschmelzung von Hardbop und Avantgarde-Jazz-Visionen.
Richard Cook und Brian Morton, die das Album mit drei Sternen bewerteten, merkten an, dass mit Spirit House das Jus Grew Orchestra den ersten vollen Auftritt hatte. Leider sei auf dem Mitschnitt der Live-Sound unbefriedigend, was dem kakophonen Blues „Quick Pick“ etwas von seiner Schärfe nehme und die Details in ein paar faszinierend durchgeführten Improvisationen verdecke. Trotzdem sei dies eine geschäftige, oft wimmelnde Musik, die lebendig gestaltet werde.